# 哈特岩
哈特岩（英語：Hart Rock），是南極洲的岩石，位於南奧克尼群島的勞里島東端，處於赫德曼岩西北面2.8公里，海拔高度10米，在1838年由儒勒·迪蒙·迪維爾率領的法國探險隊繪入地圖，現時由南極條約體系管理。